# Ганнопіль (Звягельський район)
Ганно́піль (раніше — Аннопіль) — село в Україні, у Барашівській сільській територіальній громаді Звягельського району Житомирської області. Чисельність населення становить 191 особу (2001). У 1975—2016 роках — адміністративний центр колишньої однойменної сільської ради. До 1939 року — колонія.

## Населення
У 1906 році в поселенні налічувалося 356 жителів, дворів — 48, у 1923 році — 492 мешканці, дворів — 54.
Відповідно до результатів перепису населення СРСР, кількість населення станом на 12 січня 1989 року становила 200 осіб. Станом на 5 грудня 2001 року, відповідно до перепису населення України, кількість мешканців села становила 191 особу.

## Історія
Колишнє лютеранське поселення на власних землях, лежало за 60 км північно-західніше Житомира. Належало до лютеранської парафії у Геймталі. Була школа.
У 1906 році — колонія Барашівської волості (1-го стану) Житомирського повіту Волинської губернії. Відстань до повітового центру м. Житомир становила 71 версту, до волосного центру с. Бараші — 12 верст. Найближче поштово-телеграфне відділення розміщувалося в Горошках.
У березні 1921 року, в складі волості, передана до новоутвореного Коростенського повіту Волинської округи. У 1923 році увійшла до складу новоствореної Бобрицько-Болярської сільської ради, яка 7 березня 1923 року включена до складу новоутвореного Барашівського району Коростенської округи. Розміщувалася за 12 верст від районного центру с. Бараші та за 2 версти — від центру сільської ради слободи Бобрицька Болярка. 30 жовтня 1924 року, відповідно до рішення Волинської ГАТК (протокол № 11/6 «Про виділення та організацію національних сільрад»), колонію передано до складу Олександрівської (згодом — Новоолександрівська) сільської ради Барашівського району. 20 червня 1930 року, в складі сільської ради, передана до Пулинського району Української РСР, 17 жовтня 1935 року повернута до складу Барашівського району Київської області. У 1939 році віднесена до категорії сіл.
30 грудня 1962 року, в складі сільської ради, увійшло до Ємільчинського району Житомирської області. 20 травня 1963 року село підпорядковане Киянській сільській раді Ємільчинського району. 20 лютого 1975 року адміністративний центр Киянської сільської ради перенесено до с. Ганнопіль з перейменуванням її на Ганнопільську.
28 липня 2016 року включене до складу новоствореної Барашівської сільської територіальної громади Ємільчинського району Житомирської області. Від 19 липня 2020 року, разом з громадою, у складі новоствореного Новоград-Волинського (згодом — Звягельський) району Житомирської області.